# León XIV
León XIV (en latín: Leo PP. XIV), de nombre secular Robert Francis Prevost (Chicago, Illinois; 14 de septiembre de 1955), es el 267.º papa de la Iglesia católica y noveno soberano de la Ciudad del Vaticano desde el 8 de mayo de 2025. 
Religioso agustino, pasó los inicios de su carrera clerical en su ciudad natal, trabajando para esa orden religiosa, hasta que fue ordenado sacerdote en 1982 y enviado a Perú como misionero, donde sirvió en las ciudades de Piura, Chulucanas, Trujillo y Chiclayo de 1985 a 1986 y de 1988 a 1998, como vicario parroquial, funcionario diocesano, profesor de seminario y administrador parroquial. Posteriormente, fue elegido prior general de los agustinos, cargo que ocupó de 2001 a 2013. El papa Francisco lo nombró obispo de Chiclayo a su regreso a Perú en 2015, año en el que también adquirió la nacionalidad de ese país. Ocupó ese cargo de 2015 a 2023, cuando fue nombrado prefecto del Dicasterio para los Obispos y, también, presidente de la Pontificia Comisión para América Latina, desempeñando estos cargos hasta abril de 2025. Fue creado cardenal en septiembre de 2023.
Originario de Estados Unidos y naturalizado peruano, además de ser el primer sumo pontífice de estos dos países y el primero en poseer más de una nacionalidad, también es el segundo papa de América, el primero de América del Norte y el primero de la Orden de San Agustín. Asimismo, es el primer papa anglohablante desde Adriano IV.

## Familia, infancia y formación

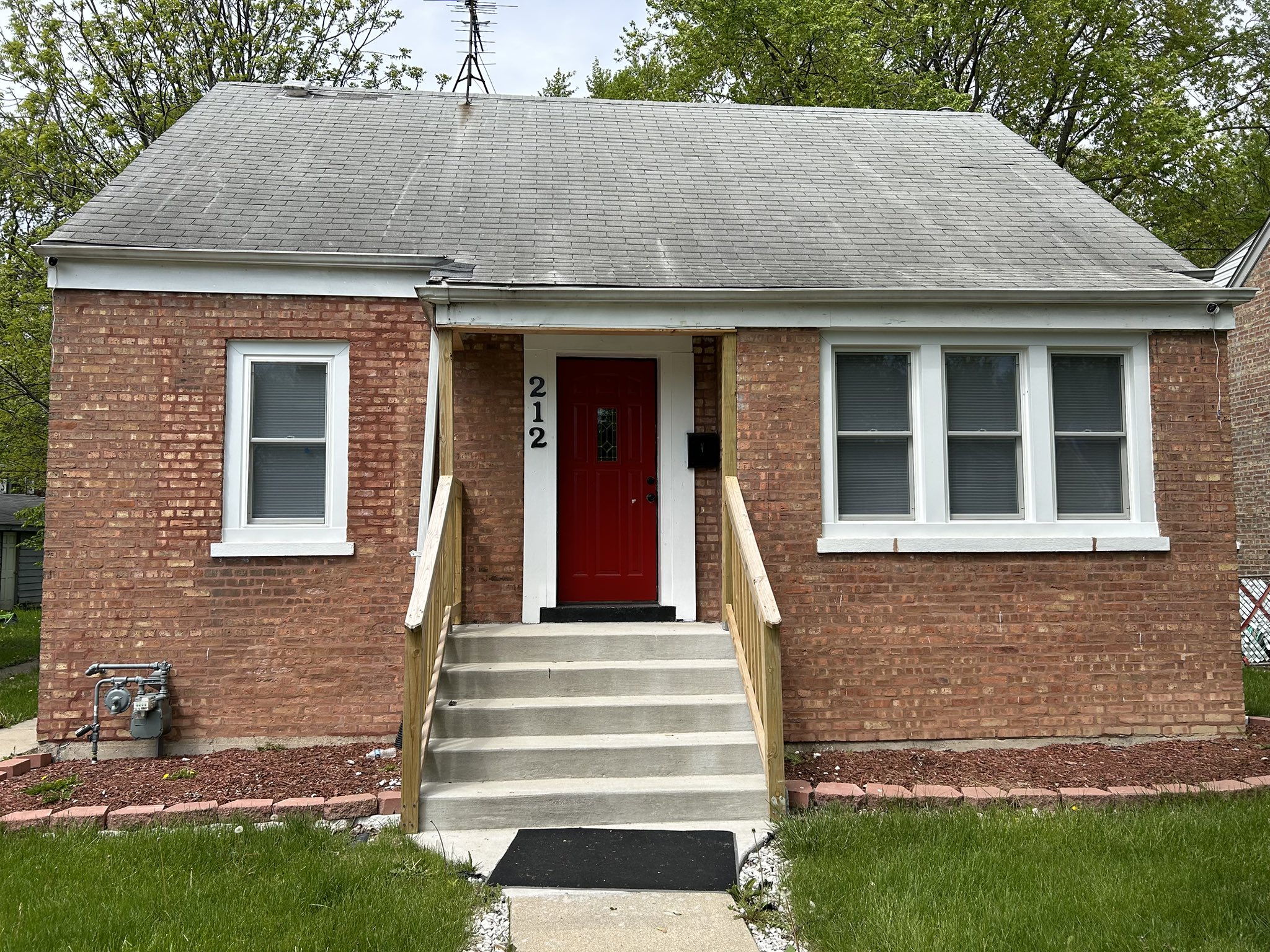
Su casa familiar en Dolton (Illinois)

Robert Francis Prevost nació el 14 de septiembre de 1955 en el Mercy Hospital and Medical Center de la ciudad estadounidense de Chicago, Illinois.
Su padre era Louis Marius Prevost, nacido en Chicago en 1920, un egresado de Central YMCA College (promoción de 1943) que trabajó como administrador en varios centros educativos, además de catequista y cuyos padres eran considerados inmigrantes a los Estados Unidos procedentes de Francia, según cuenta John Prevost, el hermano del papa. Según indican otras investigaciones, sin embargo, el abuelo paterno habría sido el italiano Giovanni Riggitano, nacido en Mesina en 1876 y que en Estados Unidos habría cambiado su nombre por John Riggitano Prevost. La abuela materna, en cambio, sería Suzzane Fontaine, natural de la Normandía francesa, nacida en Le Havre en 1894, que habría emigrado a Nueva York en 1915.
Su madre era Mildred Prevost, de soltera Mildred -o según otros registros Mildred Agnes- Martínez, bibliotecaria en Mendel Catholic Prep School (Chicago), egresada en bibliotecas y ciencia de la información por la Universidad DePaul (promoción de 1947) y presidente (1962-1963) de la Sociedad del Altar y Rosario de la Iglesia de Santa María (Illinois). El padre de Martínez, Joseph Norval Martínez, habría nacido en Santo Domingo, y su madre, Louise Baquiex o Baquié, era una criolla de Luisiana. Existen discrepancias respecto al lugar de nacimiento del abuelo materno de León XIV: en la partida de nacimiento de su hija, su lugar de nacimiento es declarado como «de República Dominicana»; sin embargo, en el censo de 1900, su lugar de nacimiento figura como «de Haití», además su ocupación fue definida como «fabricante de puros», y su raza fue determinada como «africana» o «negra», pero en los censos de 1910 y 1920, aparece como «nacido en Santo Domingo» y descrito como «de raza blanca».
Tiene dos hermanos: Louis, un veterano militar que actualmente reside en Florida, y John, director de escuela católica jubilado. Su madre falleció el 18 de junio de 1990, y su padre el 8 de noviembre de 1997.
Una investigación de The New York Times halló que a través de un antepasado bastante lejano, Louis Boucher de Grandpré, Robert Prevost estaría emparentado de forma lejana con personas de ascendencia francocanadiense, incluidas figuras notables como Pierre Trudeau, Justin Trudeau, Angelina Jolie, Hillary Clinton, Justin Bieber, Jack Kerouac y Madonna. También estaría emparentado con Antonio José de Sucre.
Conocido como "Rob" en su familia y "Bob" por sus amigos de adulto, se crio en Dolton (Illinois), un suburbio que colinda con South Side (Chicago). Creció en la parroquia de Santa María de la Asunción, en la cercana Riverdale, donde asistió a la escuela, cantó en el coro y sirvió como monaguillo. Aspiró al sacerdocio desde muy joven, y jugaba a representar la misa en casa con sus hermanos.

### Formación
Realizó su educación secundaria en el Seminario Menor San Agustín de Holland (Míchigan), de los PP. Agustinos, donde se graduó en 1973. En 1977 obtuvo el grado en Ciencias Matemáticas en la Universidad Villanova, junto con una especialización en Filosofía. Al año siguiente obtuvo una maestría en Divinidad en la Unión Teológica Católica de Chicago. Mientras estuvo allí enseñó matemáticas en el Mendel Catholic High School, y trabajó ocasionalmente como profesor de física suplente en la escuela secundaria St. Rita of Cascia.
Posteriormente se trasladó a Roma para proseguir sus estudios en Derecho Canónico en la Universidad Angelicum, donde obtuvo la licenciatura en 1984, y el doctorado con mención magna cum laude con la tesis El rol del prior local de la Orden de San Agustín (1987).

## Labor misionera

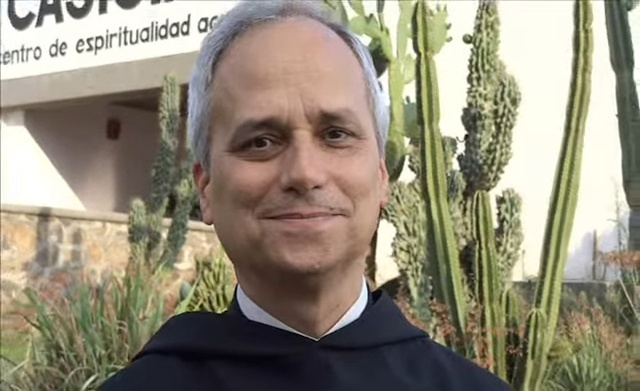
Prevost como prior general de la Orden de San Agustín, en 2012

El 1 de septiembre de 1977 ingresó en el noviciado de la Orden de San Agustín, de la provincia agustiniana de Nuestra Señora del Buen Consejo en San Luis, Misuri. Realizó su primera profesión de votos religiosos el 2 de septiembre de 1978, y la profesión solemne el 29 de agosto de 1981. Su ordenación diaconal fue el 10 de septiembre de 1981, en la parroquia de Santa Clara de Montefalco en Grosse Pointe Park (Míchigan), presidida por el obispo Thomas Gumbleton. Su ordenación sacerdotal fue el 19 de junio de 1982, en la capilla de Santa Mónica del Colegio Agustino de Roma, a manos del arzobispo Jean Jadot.
Tras su ordenación fue destinado a trabajar en la misión de Chulucanas, en Perú (1985-1986), siendo vicario parroquial de la catedral y canciller de la diócesis.
Entre 1987 y 1988 fue promotor de la pastoral vocacional en Estados Unidos y director de misiones de la provincia agustiniana Nuestra Señora del Buen Consejo en Olympia Fields, Illinois. Además, se dedicó a recaudar fondos económicos para las misiones de su provincia, en especial para la misión de Chulucanas. A su regreso a Perú, en 1988, fue enviado a la misión de Trujillo para ser el director del proyecto de formación común de los aspirantes agustinos de los vicariatos de Chulucanas, Iquitos y Apurímac. Allí se desempeñó como prior de la comunidad (1988-1992), director de formación (1988-1998) y maestro de profesos (1992-1998). 
En la arquidiócesis de Trujillo, prestó servicio como vicario judicial (1989-1998) y profesor de derecho canónico, patrística y moral en el Seminario Mayor. Martín Clemens lo nombró también director de estudios del centro de formación sacerdotal y fue rector encargado durante un año. 
Fue fundador de la parroquia Nuestra Señora de Monserrat (1992-1999) y de la capilla Nuestra Señora, Madre de la Iglesia (parroquia Santa Rita de Cascia), entre 1988 y 1999. En 1998 fue elegido prior provincial de su provincia Nuestra Señora del Buen Consejo de Chicago, para asumir el cargo en marzo de 1999. 
En 2001 el Capítulo General Ordinario de los agustinos eligió a Prevost como prior general. Fue elegido para un segundo mandato de seis años en 2007. Fue moderador del Instituto «Augustinianum» y responsable de las relaciones de su Orden con los dicasterios vaticanos.
Durante esta época visitó a congregaciones agustinas de varios países, así en España por ejemplo, visitó congregaciones de Ávila, Málaga, Bilbao, León y Tenerife, entre otras.
De 2013 a 2014 fue director de formación en el Convento de San Agustín en Chiclayo, así como primer consejero y vicario provincial de la provincia de «Nuestra Madre del Buen Consejo».

## Obispo de Chiclayo

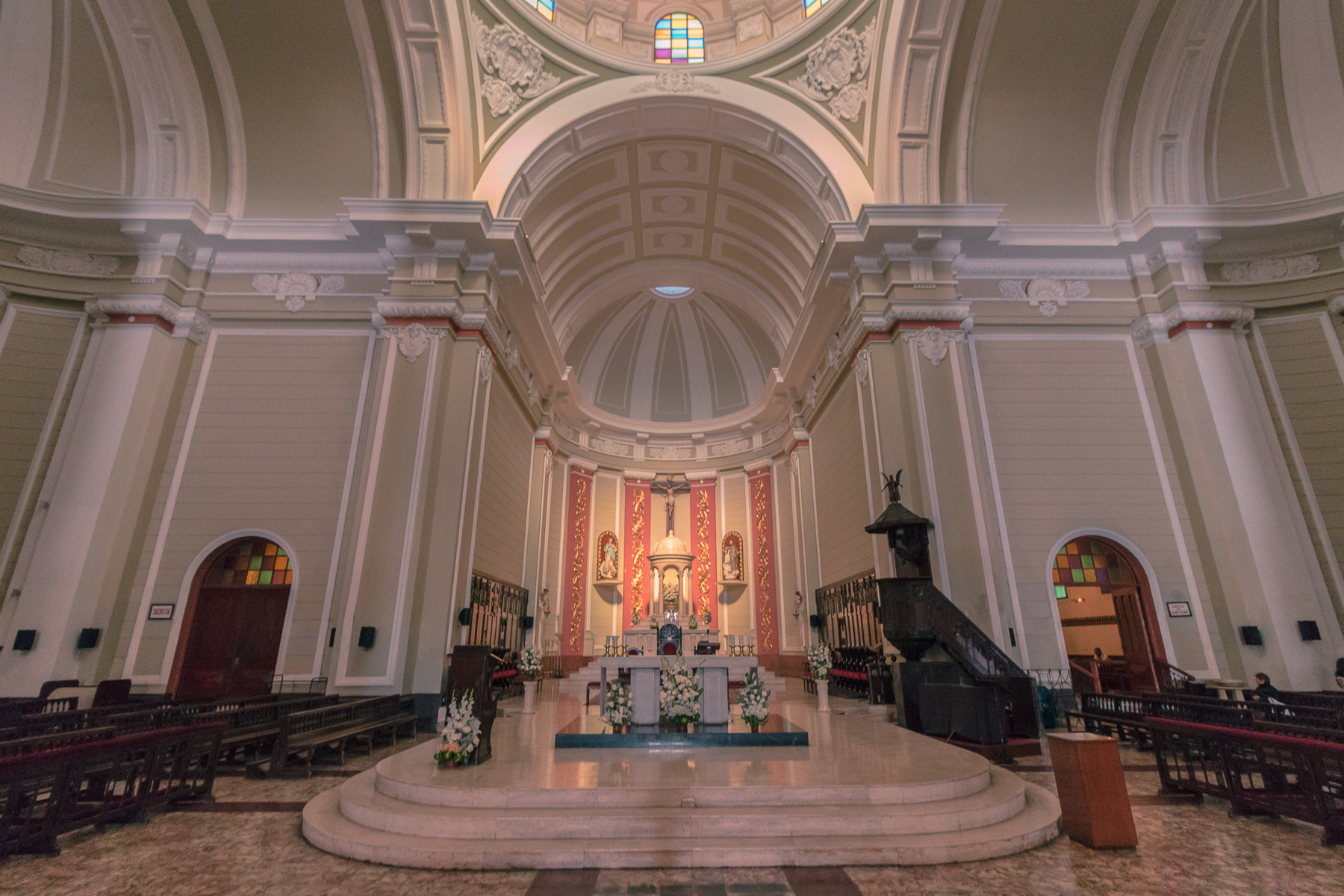
Altar de la Catedral de Chiclayo. Prevost fue obispo diocesano entre 2015 y 2023

El 3 de noviembre de 2014, el papa Francisco lo nombró obispo titular de Sufar y administrador apostólico de Chiclayo. El 7 de noviembre del mismo año tomó posesión canónica de la Sede ante la presencia del entonces nuncio apostólico en Perú, James Patrick Green, y del Colegio de Consultores. Fue consagrado el 12 de diciembre del mismo año en la catedral de Chiclayo, a manos del arzobispo Green. El 26 de septiembre de 2015 el papa Francisco lo nombró obispo de Chiclayo, y ese mismo año obtuvo la nacionalidad peruana. El 13 de julio de 2019, fue nombrado miembro de la Congregación para el Clero.
El 18 de junio del 2017 llegó a presidir la procesión del Corpus Christi en el Estadio Elías Aguirre en medio de una gran multitud. Además, en marzo de 2017 brindó su apoyo en Twitter a campañas de la Iglesia católica en Perú para conseguir fondos de caridad en una Colecta Nacional por los damnificados por huaycos e inundaciones.
La década de los noventa en el Perú estuvo marcada por el autoritarismo del entonces presidente Alberto Fujimori y por la comisión de graves violaciones a los derechos humanos, por las cuales fue posteriormente encarcelado. En 2017, dos días después de que se le otorgara el polémico indulto, el obispo Robert Prevost declaró que Fujimori debía pedir perdón a las víctimas de su gobierno. En ese momento, Prevost expresó que "de su parte, sería más eficaz pedir perdón, personalmente, por algunas de las grandes injusticias que fueron cometidas y por las cuales fue juzgado y sentenciado".
En 2017, el entonces obispo Prevost, a raíz del indulto otorgado al expresidente Alberto Fujimori por parte de Pedro Pablo Kuczynski, tuvo una postura crítica frente a los crímenes cometidos durante el Fujimorato particularmente por las violaciones a los derechos humanos perpetradas por el Ejército del Perú, durante la época del terrorismo en el país, las cuales calificó como grandes injusticias de las que Fujimori debía pedir perdón con claridad y de forma pública a las víctimas.

El expresidente Alberto Fujimori pidió perdón en una forma, digamos, genérica, reconociendo en términos generales su culpa y algunos se han sentido ofendidos. Tal vez de su parte sería más eficaz pedir personalmente por algunas de las grandes injusticias que fueron cometidas y por las cuales él fue juzgado
Prevost, 2017

A su vez, Prevost realizó numerosas críticas en el Perú, manifestando su oposición a movimientos que promovían la legalización del aborto, la eutanasia, los derechos LGBT o la excarcelación de personas afiliadas a Sendero Luminoso. En 2015 participó en una Marcha por la Vida en Chiclayo, y en 2017 promovió en Twitter la «Marcha por la Vida» en Lima que se realizó el 25 de marzo de ese año. En 2018, respaldó también en Twitter un pronunciamiento de obispos peruanos de la Conferencia Episcopal Peruana contra el indulto a ex terroristas. Apoyó causas ecologistas moderadas y expresó solidaridad con la inmigración venezolana en Perú, considerando a los migrantes víctimas de las políticas del chavismo y de las difíciles condiciones provocadas por el gobierno de Nicolás Maduro. En ese contexto, Prevost también manifestó su apoyo a la oposición venezolana.
El 15 de abril de 2020 fue nombrado administrador apostólico sede vacante del Callao, cargo que ocupó hasta el 26 de mayo de 2021. El 21 de noviembre de 2020, fue nombrado miembro de la Congregación para los Obispos.
Desde marzo de 2018 hasta enero de 2023 fue vicepresidente segundo de la Conferencia Episcopal Peruana, siendo también parte del consejo permanente, así como presidente de la Comisión de Educación y Cultura. También fue miembro del consejo económico y miembro de la dirección de Cáritas Perú.
A comienzos de 2023, en el inicio del gobierno de Dina Boluarte, el Perú se vio sacudido por el llamado «estallido social peruano», un ciclo de masivas protestas antigubernamentales, violencia civil y represión militar y policial que dejó 49 civiles y 1 efectivo policial asesinados y al menos otras 10 víctimas mortales indirectas (incluyendo un grupo de refugiados haitianos). «Las muertes en las protestas me causan mucha tristeza y dolor. Pedí quedarme en el Perú; incluso le hice ese pedido al Santo Padre. No era el momento de irme», expresó Robert Prevost en 2023, reafirmando su compromiso con el país. Ese mismo año, estuvo activo en campañas de ayuda social a los damnificados por la temporada de lluvias, participando directamente en actividades de rescate por la diócesis de Chiclayo.
Antes de su partida del Perú, Prevost adoptó una postura crítica frente a los abusos cometidos dentro de la Iglesia. En declaraciones al diario La República, afirmó: «Si eres víctima de abuso sexual de un sacerdote, denúncialo». El periodista Pedro Salinas, quien investigó y expuso los crímenes cometidos por miembros del Sodalicio de Vida Cristiana —incluidos abusos sexuales, físicos y psicológicos—, destacó que Prevost siempre manifestó su respaldo a las víctimas. Sin embargo, la Red de Sobrevivientes de Abuso Sexual por Sacerdotes (SNAP), una organización dedicada a recopilar casos de abusos sexuales dentro de la Iglesia católica, acusó a Prevost de haber encubierto casos de abuso sexual infantil durante su gestión como provincial de los agustinos y, posteriormente, como obispo de Chiclayo. Frente a estas acusaciones, Salinas —autor de cinco libros sobre los casos de pederastia en el Sodalicio— le defendió, calificando las denuncias de SNAP como una represalia. Según Salinas, «las denuncias contra Prevost provienen de sectores vinculados al «Sodalicio de Vida Cristiana», con la intención de desacreditarlo, manchar su reputación y restarle legitimidad ante la opinión pública, justo cuando comenzaban a salir a la luz diversos hechos relacionados con el caso Sodalicio». Agregó además que «Robert Prevost siempre asumió la causa, se solidarizó con las víctimas, las puso en el centro de sus acciones y fue uno de sus principales defensores frente a los ataques del Sodalicio». José Enrique Escardó, uno de los primeros denunciantes del Sodalicio y fundador de una red de supervivientes local, también salió en defensa de Prevost. El periodista Antonio Maestre, especializado en extrema derecha de España, también mencionó que medios «ultraconservadores» y trumpistas han buscado desacreditar a León XIV.

## Dicasterio para los Obispos y cardenalato

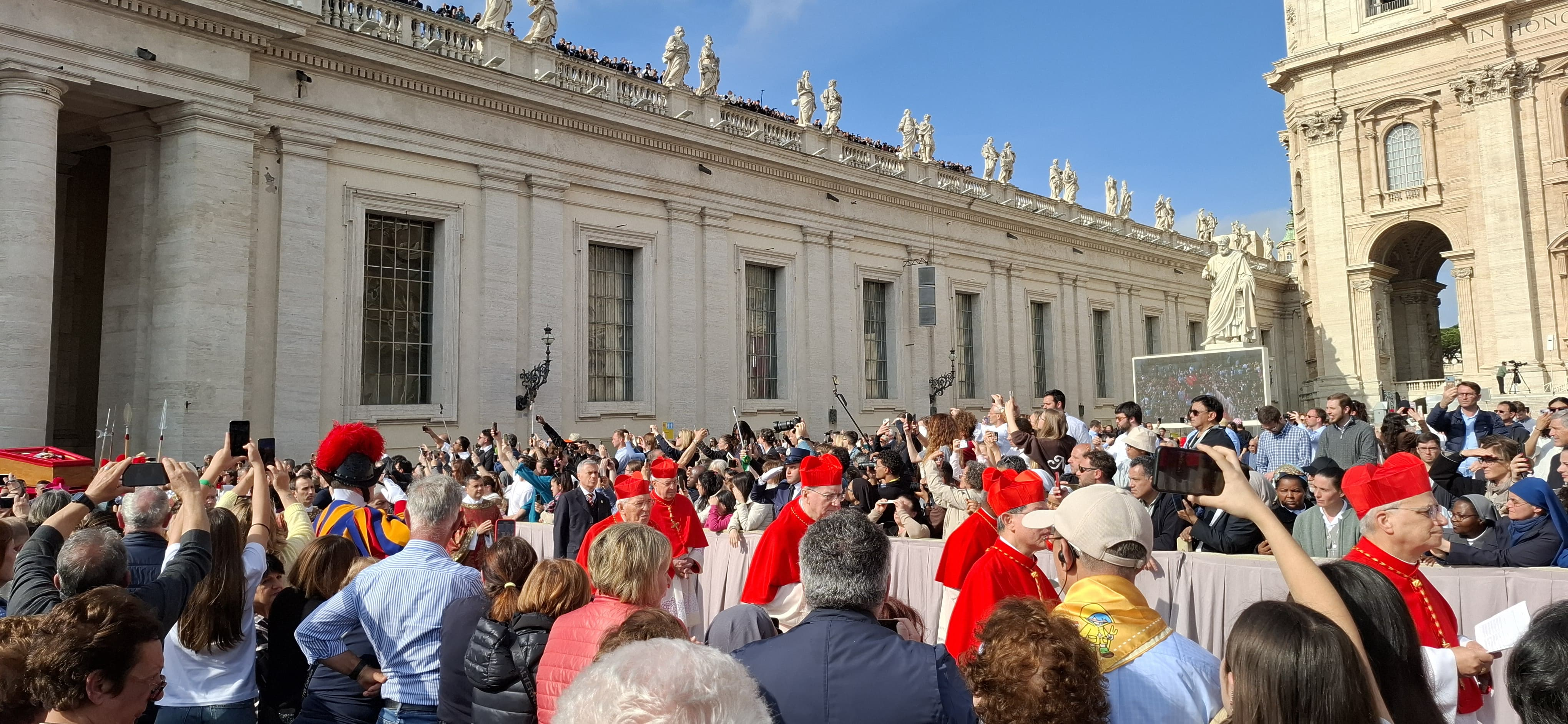
El cardenal Prevost (primero desde la derecha) durante la procesión con el cuerpo del papa Francisco, el 23 de abril de 2025

El 30 de enero de 2023, el papa Francisco lo nombró prefecto del Dicasterio para los Obispos y presidente de la Pontificia Comisión para América Latina, elevándolo a la vez a la dignidad de arzobispo ad personam. Asumió oficialmente el cargo el 12 de abril del mismo año.
El 4 de marzo de 2023, fue nombrado miembro de la Sección para la primera evangelización y las nuevas Iglesias particulares del Dicasterio para la Evangelización, y de los dicasterios para la Doctrina de la Fe, para las Iglesias Orientales, para los Institutos de Vida Consagrada y las Sociedades de Vida Apostólica y para la Cultura y la Educación. El 14 de junio del mismo año, fue nombrado miembro del Dicasterio para los Textos Legislativos, ad quinquennium et durante munere.
Fue creado cardenal por el papa Francisco durante el consistorio del 30 de septiembre de 2023, con el titulus de cardenal diácono de Santa Mónica. Tomó posesión formal de su Iglesia Titular el 28 de enero de 2024.
El 4 de octubre de 2023 fue nombrado miembro de la Sección para la primera evangelización y las nuevas Iglesias particulares del Dicasterio para la Evangelización, de los dicasterios para la Doctrina de la Fe, para las Iglesias Orientales, para el Clero, para los Institutos de Vida Consagrada y las Sociedades de Vida Apostólica, para la Cultura y la Educación, para los Textos Legislativos y de la Comisión Pontificia para el Estado de la Ciudad del Vaticano.
El 6 de febrero de 2025 fue promovido al orden de los obispos del Colegio Cardenalicio, asignándole la sede suburbicaria de Albano. El 20 de marzo se había establecido su toma de posesión de Albano para el 12 de mayo, evento que fue cancelado con la muerte del papa Francisco y el inicio del cónclave en el que el cardenal estaría ocupado.
El 21 de abril de 2025, tras la muerte del papa Francisco, perdió sus cargos en la curia romana de los que era jefe o miembro, de acuerdo con las constituciones apostólicas Universi Dominici Gregis y Praedicate evangelium.

## Elección al papado

### Elección

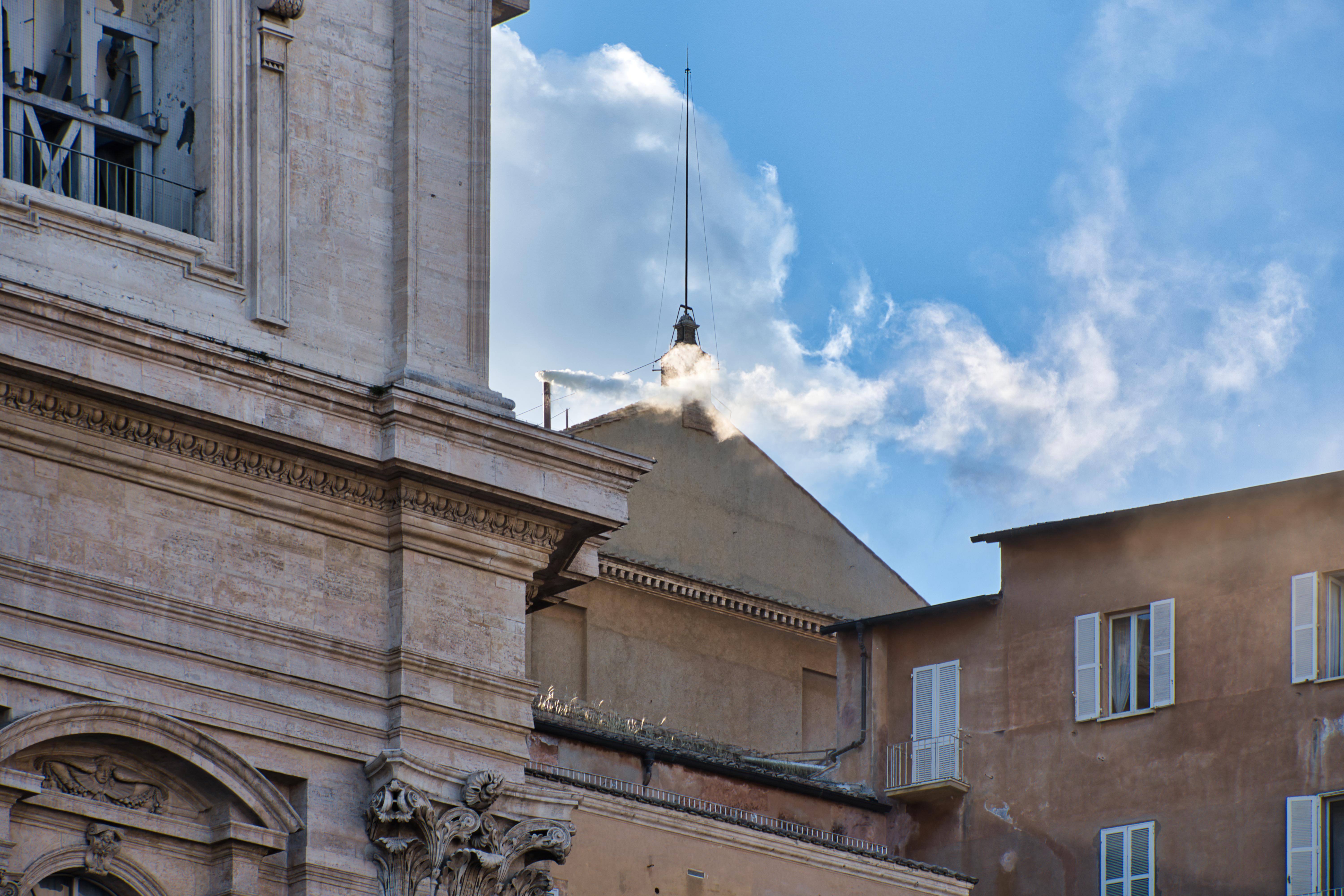
Fumata blanca anunciando la elección de León XIV

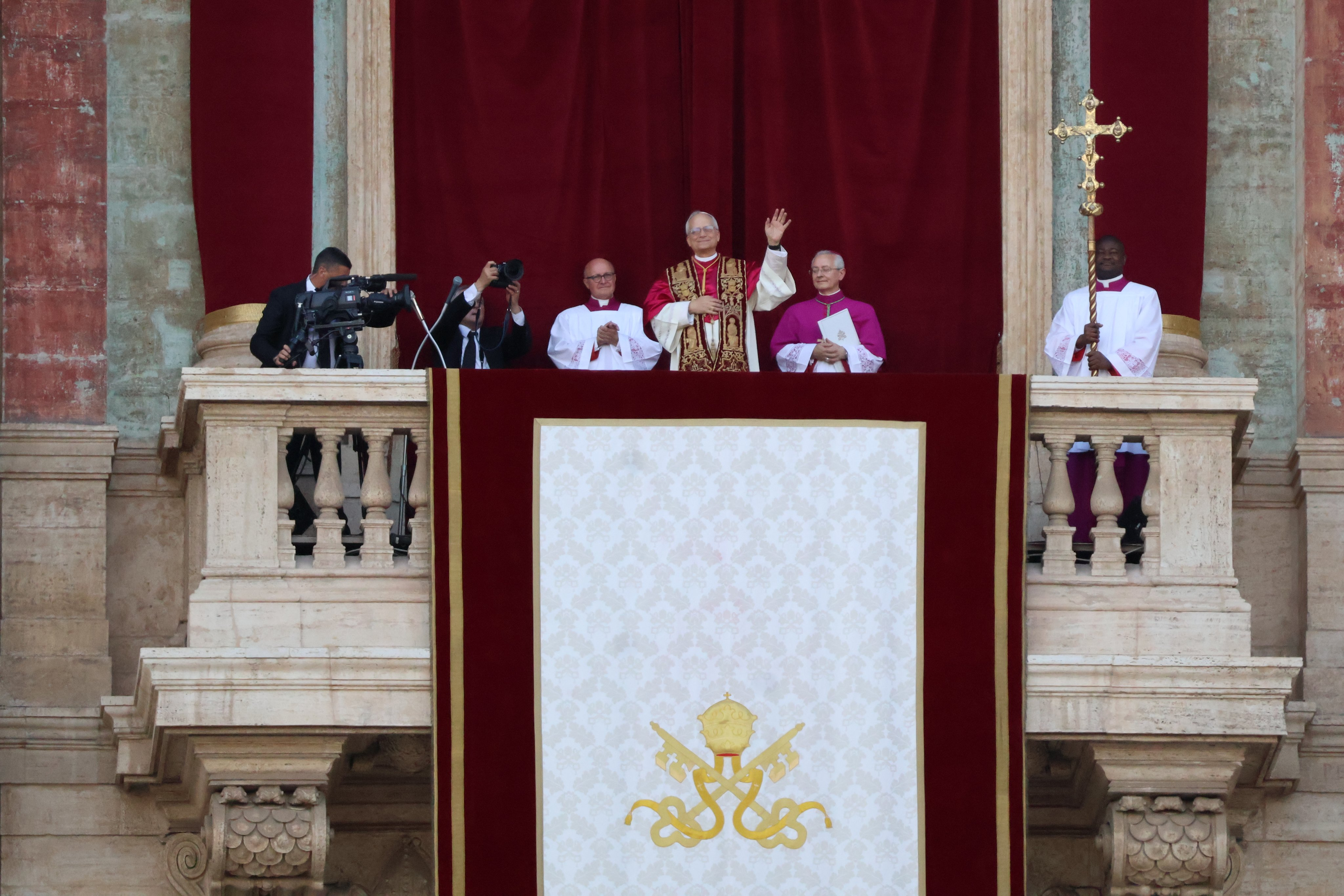
El papa León XIV, recién elegido, se asoma para saludar a la gente presente en la plaza de San Pedro

A las 18:08 (UTC+01:00) del 8 de mayo de 2025, en la cuarta ronda de votaciones del segundo día del cónclave, el cardenal Prevost fue elegido sucesor de Francisco, siendo el cardenal protodiácono Dominique Mamberti quien anunció desde el balcón central de la Basílica de San Pedro la elección del pontífice bajo el nombre de León XIV con la fórmula en latín:

Annuntio vobis gaudium magnum; habemus papam: Eminentissimum ac Reverendissimum Dominum, Dominum Robertum Franciscum, Sanctae Romanae Ecclesiae Cardinalem Prevost, qui sibi nomen imposuit Leonem Decimum Quartum.
Les anuncio una gran alegría; tenemos papa: El eminentísimo y reverendísimo señor, Don Robert Francis, cardenal de la Santa Iglesia Romana Prevost,
quien se ha impuesto el nombre de León XIV.

Es el primer papa perteneciente a la Orden de San Agustín. Pese a que Eugenio IV y otros papas estuvieron vinculados estrechamente a la orden agustiniana, no fueron frailes agustinos. Es el primer pontífice norteamericano, nacido en los Estados Unidos, el segundo de procedencia americana y el primer anglófono desde Adriano IV (1154-1159).
Su nombre de León XIV evoca a papas anteriores como León I el Magno y León XIII, conocidos en su tiempo por su liderazgo y compromiso social, debido, según propias palabras, a que «el Papa León XIII, con su Rerum novarum, abordó la cuestión social en el contexto de la primera revolución industrial. Hoy, la Iglesia debe responder a otra revolución industrial: la de la inteligencia artificial».
En su primera aparición pública, expresó gratitud por el legado de su predecesor, el papa Francisco, y dirigió un mensaje de paz a todos los pueblos. También se dirigió en español a su antigua diócesis de Chiclayo, mostrando su cercanía con la comunidad latinoamericana.

#### Reacciones
El presidente de los Estados Unidos, Donald Trump, lo felicitó por ser el primer ciudadano de los Estados Unidos de América en recibir la investidura papal, y poco después también lo hizo la Embajada de los Estados Unidos en el Perú. A su vez, fue felicitado por la presidenta del Perú, Dina Boluarte, así como por otros políticos del Congreso peruano.
Millones de personas en el Perú celebraron la elección del primer papa peruano (sobre todo en su ciudad adoptiva, Chiclayo) debido a su familiaridad con la cultura de dicho país y la adopción de las tradiciones mestizas locales, siendo tendencia en las redes sociales y la televisión. De igual forma, fue elogiado por el clero de Chiclayo, que preparó misas de acción de gracias en su honor, y por el clero de la ciudad capital, que hizo sonar las campanas de la Catedral Metropolitana de Lima.
En España, el rey, Felipe VI de Borbón, así como el Presidente del Gobierno, Pedro Sánchez, felicitaron al nuevo pontífice, y la Conferencia Episcopal Española honró el hecho de que su pontificado fortalezca la Hispanidad en el mundo.

### Tratamientos
El Papa León XIV en su calidad de romano pontífice adopta el tratamiento de "Su Santidad" junto con los antiguos e históricos tratamientos relacionados al papado, siendo su nombramiento oficial: "Su Santidad el Papa León XIV".
Con respecto a los tratamientos históricos su nombre completo da: "Su Santidad el Papa León XIV, Obispo de Roma, Vicario de Cristo, Sucesor del príncipe de los Apóstoles, Sumo Pontífice de la Iglesia Universal, Patriarca de Occidente, Primado de Italia, Metropolitano de la provincia eclesiástica de Roma, Soberano del Estado de la Ciudad del Vaticano y Siervo de los siervos de Dios".

## Papado

### Primeros actos
El 9 de mayo de 2025, un día después de ser elegido, celebró su primera misa como pontífice en la Capilla Sixtina para los cardenales. Lo hizo en  italiano pero inició hablando en inglés y agradeció «las bendiciones que Dios continúa derramando sobre nosotros».
El 10 de mayo de 2025 realizó su primera visita como pontífice al santuario agustino de la Madonna del Buon Consiglio (Virgen del Buen Consejo) ubicado en la localidad de Genazzano, a unos 60 kilómetros al sureste de Roma, una salida que no había sido anunciada previamente por la Santa Sede. Fue recibido por el obispo de la diócesis, religiosos del lugar, centenares de fieles y autoridades locales. En su regreso al Vaticano visitó la basílica de Santa María la Mayor y rezó ante la tumba del papa Francisco.
El 11 de mayo de 2025 dio misa en las grutas vaticanas en el altar junto a la tumba de San Pedro, para luego dirigirse a rezar a las tumbas de sus predecesores sepultados en el lugar. Después dio su primera oración Regina Caeli donde recordó la “inmensa tragedia de la Segunda Guerra Mundial”, pidiendo el cese al fuego en lugares en conflicto como Ucrania y Gaza y exclamando de forma general «No más guerras», y también mandó un mensaje por el día de la madre en Italia «una oración por ellas y por las que ya están en el cielo» dijo en el discurso. Se estima que unas 100 000 personas fueron a rezar para la oración en la Plaza de San Pedro. Así mismo el papa rompió el protocolo ya que dio la oración desde el balcón central de la misma (donde tras ser elegido en el cónclave saludó a sus fieles por primera vez) en vez de en el Palacio Apostólico, como lo habían hecho los anteriores papas.
Durante la tarde de ese mismo día reabrió el apartamento pontificio del Palacio Apostólico, que es el lugar donde vivirá durante su pontificado.
El 12 de mayo de 2025 dio su primera audiencia en la Sala Pablo VI ante aproximadamente 6000 periodistas de diferentes partes del mundo, donde confirmó que su primer viaje sería a la conmemoración del 1700 aniversario del concilio de Nicea, en Turquía; en el mismo evento pidió la libertad a todos los periodistas encarcelados, así como llamó a los periodistas a «desarmar las palabras» para combatir el fanatismo y el odio.
El 13 de mayo de 2025, se creó una cuenta de Instagram, con el nombre de @pontifex, anunciando así que tendrá redes sociales, como Benedicto XVI y Francisco. Consiguió casi 13 millones de seguidores en apenas 72 horas. Al día siguiente, abrió también nueve cuentas en X, todas bajo el nombre de usuario @pontifex, para publicar mensajes en inglés, español, portugués, italiano, francés, alemán, polaco, árabe y latín.
El 14 de mayo de 2025 se reunió con los participantes del Jubileo de las Iglesias Orientales e hizo un llamado a la paz al constatar que «la guerra nunca es inevitable», pidiendo la paz en Oriente.
El 15 de mayo de 2025 hizo su primer nombramiento episcopal como papa al designar a Miguel Ángel Contreras Llajaruna como obispo titular de Babra y obispo auxiliar de la diócesis del Callao (Perú).

### Inauguración de pontificado

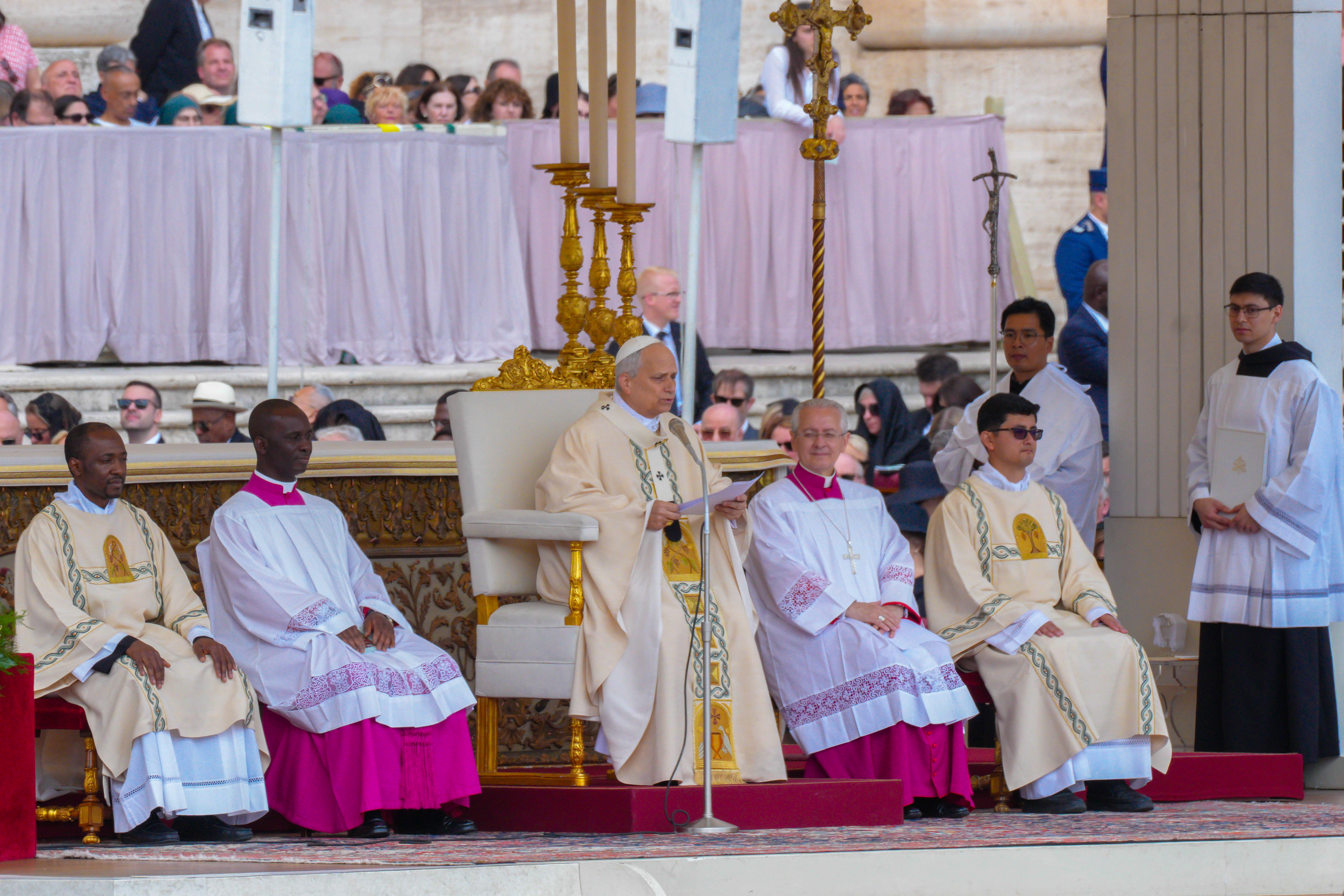
Misa de Inauguración del pontificado de León XIV

La misa de Inauguración papal de León XIV tuvo lugar el 18 de mayo de 2025. A la ceremonia acudieron delegaciones oficiales provenientes de más de 150 países del mundo y también fueron 200 000 fieles, según estimaciones. Antes de la misa, el papa se desplazó en papamóvil entre la multitud y recorrió durante varios minutos la Plaza de San Pedro, saludando a sus fieles. 

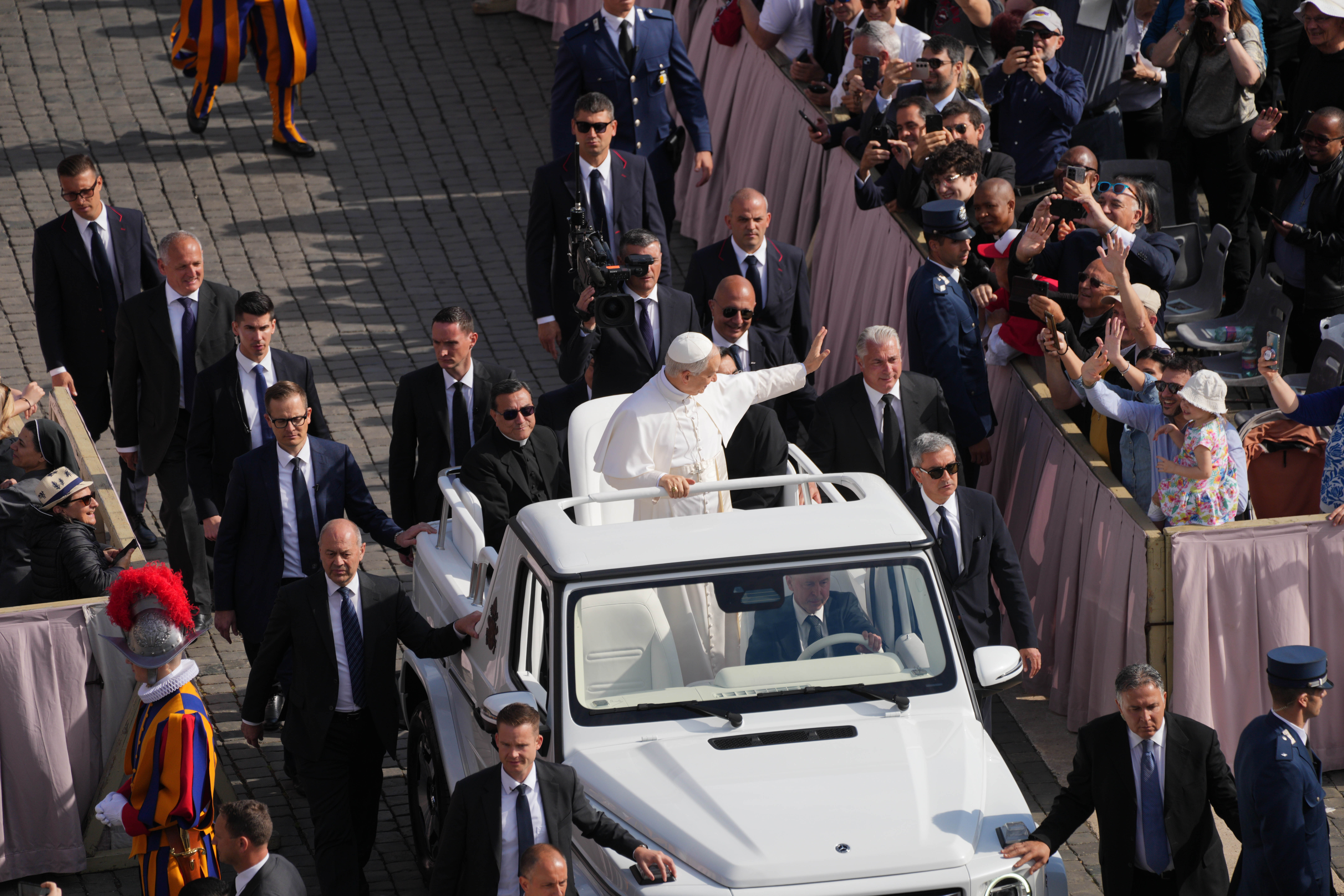
El papa León XIV saludando a la multitud congregada en la Plaza de San Pedro en su primer desplazamiento en el Papamóvil

Durante la ceremonia se le fue colocado el palio y entregado por el cardenal Luis Antonio Tagle el Anillo del Pescador; el cardenal filipino, antes de entregárselo, pronunció en latín la frase: «Hoy tú sucedes al beato apóstol Pedro». En la homilía instó a «construir un nuevo mundo en el que reine la paz» y también clamó por la paz en Ucrania, Gaza y Birmania. En su discurso ante el cuerpo diplomático ofreció el Vaticano como sede de negociaciones entre Kiev y Moscú y también llamo a la unidad de la iglesia, a la evangelización sin proselitismo y a ser «signo de unidad» en «un mundo reconciliado». También afirmó que fue elegido en el cónclave sin tener «ningún mérito». En la misa también estuvo su hermano Lousie Prevost, creando un encuentro emotivo entre él y el papa.

### Viajes
Se prevé que el primer viaje fuera de Italia del papa León XIV sea a Turquía para conmemorar el 1700° aniversario del concilio de Nicea. El patriarca de Constantinopla Bartolomé I indicó que la fecha de este próximo viaje es el 30 de noviembre de 2025. También se presume que León realizaría visitas a países de Latinoamérica como Argentina y Uruguay —que no obtuvieron la visita de su predecesor Francisco—, además de Perú, donde tiene un interés particular. El papa hizo la promesa de visitar Argentina.

### Política
El 5 de junio de 2025, el papa nombró a Joseph Lin Yuntuan como obispo auxiliar de Fuzhou, lo cual fue aprobado por las autoridades chinas el 11 de junio. Esto indica la continuación del acuerdo de 2018 entre la República Popular China y la Santa Sede sobre el nombramiento de obispos bajo el papa Francisco que provocó criticas de sectores conservadores.

## Pensamiento y posiciones

### Política de la Iglesia
En mayo de 2023, Prevost afirmó que el liderazgo episcopal debía priorizar la fe sobre la administración. La primera prioridad es «comunicar la belleza de la fe, la belleza y la alegría de conocer a Jesús». Su primer mensaje como papa enfatizó el saludo de paz de Jesús resucitado, «quien dio su vida por el rebaño de Dios», brindando «una paz desarmada y que desarma». Dijo que quería continuar la bendición del papa Francisco: «¡Dios cuida de ustedes, Dios los ama a todos, y el mal no prevalecerá! Estamos todos en las manos de Dios».
Los temas de su primer mensaje incluyen a Jesús como la luz que el mundo necesita, la conversión en una Iglesia misionera mediante el diálogo y la apertura, la fidelidad al Evangelio, el caminar juntos en la sinodalidad, el trabajo como Iglesia unida por la paz y la justicia, la cercanía a los que sufren y la oración a María, que está cerca. En dos ocasiones mencionó la necesidad de no tener miedo, un mensaje constante del papa Juan Pablo II. León XIV enfatizó la ayuda de Dios para «tender puentes» para que «todos podamos ser un solo pueblo siempre en paz».

#### Sinodalidad
Prevost es un firme defensor de la sinodalidad, uno de los legados distintivos del papa Francisco. Considera que la participación y la corresponsabilidad de todos los fieles abordarán la polarización en la Iglesia. Más importante aún, tiene fe en que «el Espíritu Santo nos impulsa hacia una renovación». Afirma que todos los fieles están «llamados a la gran responsabilidad de vivir lo que yo llamo una nueva actitud». Esto significa «escuchar ante todo al Espíritu Santo, escuchar lo que Él pide a la Iglesia».

#### Mujeres
Prevost se opone a la ordenación de mujeres al sacerdocio, argumentando que la «muy significativa y larga tradición de la Iglesia» impide considerar a las mujeres como sacerdotes. Por otra parte, observó que la posibilidad de que las mujeres sean diaconisas ha sido objeto de dos comisiones vaticanas, lo que demuestra su «disposición a considerar» esta cuestión. También afirmó que la clericalización de las mujeres «no necesariamente resuelve un problema» y podría generar otros nuevos. Al comentar sobre el nombramiento de tres mujeres para el Dicasterio para los Obispos por el papa Francisco en 2023, señaló que sus perspectivas a menudo coinciden con las de otros miembros, pero pueden aportar nuevos puntos de vista valiosos.

#### Católicos nominales y practicantes
Prevost llegó a respaldar opiniones críticas del papa Francisco contra la hipocresía de católicos practicantes en lo litúrgico, pero que de hecho tienen una doble vida como católicos no practicantes que «van a Misa, pero no viven como cristianos», en cuanto a no dar testimonio de la Teología moral católica en sus modos de vida, lo cual genera el riesgo de producir escándalos perjudiciales a la imagen del catolicismo entre los medios de comunicación de masas o el público general, que posteriormente produce apostasías entre personas decepcionadas que se pasan al ateísmo por presenciar un mal ejemplo de vida cristiano entre figuras populares (como empresarios, artistas o autoridades), así como una relajación de la fe entre la religiosidad popular (incluyendo el peligro de que la mayoría de católicos se comporten de hecho «como paganos» llenos de indiferentismo).

### Cuestiones sociales y políticas
Prevost es visto como moderado o centrista. En abril de 2025, el periódico italiano La Repubblica afirmó que Prevost era una figura «cosmopolita» y «apreciada por conservadores y progresistas» dentro de la Iglesia. Prevost se opone a la eutanasia, al aborto, a la libre portación de armas, y a la pena de muerte. También realizó duras críticas al comunismo y el socialismo por promover el relativismo moral y ser «tentaciones ideológicas que esclavizan el alma en nombre de la justicia social», así como a teologías marxistas que buscan «reemplazar la gracia por la revolución».

El comunismo ha penetrado incluso en ambientes cristianos disfrazado de solidaridad. Es nuestro deber pastoral desenmascararlo.
Robert Prevost, Conferencia ante obispos hispanoamericanos (14 de mayo de 2010)

También fue firme al denunciar la corrupción política. Su sensibilidad ante estos temas estuvo influida por su cercanía con la realidad de una sociedad marcada por la violencia política y la desigualdad, llegando a trasladarse a caballo hacia poblaciones distantes en la serranía lambayecana. Prevost defendió los derechos humanos, al alzar su voz contra la violencia sanguinaria del grupo terrorista Sendero Luminoso, responsable de múltiples atentados y masacres entre 1985 y 1993.

#### Participación en la política de los Estados Unidos
Según los registros de inscripción de votantes, Prevost votó en las primarias demócratas en 2008 y 2010 y en las primarias republicanas de Illinois en 2012, 2014 y 2016, pero nunca se ha registrado para un partido político. En 2016, tras la victoria de Donald Trump en las elecciones presidenciales de Estados Unidos de 2016, Prevost compartió la opinión del cardenal y arzobispo de Chicago, Blase Joseph Cupich, de que aquello ha sido el reflejo de una gran polarización social entre los estadounidenses ante la sensación de un sistema que no les representa (influyendo en esto la alta disparidad económica, la desilusión ante la democracia liberal, y la sensibilidad al impacto social del Racismo en Estados Unidos desde la Guerra Civil), así como que en gran medida influyo en la victoria del Partido Republicano el voto de los católicos opuestos al aborto, pero que a su vez pone en riesgo la unidad de la Iglesia católica en los Estados Unidos en cuanto a como promover la doctrina social de la Iglesia, debido al deseo de muchos obispos de querer atender otras cuestiones sociales que los trumpistas no muestran importancia, pero sin tampoco conceder apoyo al Partido Demócrata por sus ideas progresistas contrarios a los valores tradicionales de la teología moral católica.

#### Temas LGBT
Prevost se opuso a lo que llamó «ideología de género» en los currículos escolares peruanos, afirmando que promueve «géneros inexistentes».
En 2012, durante el papado de Benedicto XVI, criticó la simpatía de la cultura popular por el «estilo de vida homosexual» y las familias diversas y las adopciones homoparentales. Posteriormente, Prevost afirmó en una entrevista para Catholic News Service en 2023 que respecto a sus declaraciones de 2012 «muchas cosas han cambiado» y que era necesario que la Iglesia se abriera y fuera acogedora, enfatizando el mensaje del papa Francisco de «no dejar que las personas se sientan excluidas». También afirmó que la doctrina de la Iglesia no ha cambiado. Prevost expresó reservas sobre la «simpatía por creencias y prácticas que contradicen el evangelio» y no apoyó ni rechazó plenamente Fiducia supplicans, una declaración doctrinal sobre las bendiciones para las personas en relaciones del mismo sexo. Afirmó que las conferencias episcopales nacionales deberían «interpretar y aplicar dichas directivas en sus contextos locales, dadas las diferencias culturales».
En mayo de 2025, ya como papa, dijo que correspondía a los gobiernos construir sociedades pacíficas «sobre todo invirtiendo en la familia, fundada en la unión estable entre un hombre y una mujer».

#### Cuestión migratoria
Prevost apoyó a los refugiados venezolanos en Perú durante su tiempo en Chiclayo. En la plataforma de redes sociales Twitter, expresó simpatía por George Floyd y criticó las políticas de inmigración de Estados Unidos bajo el presidente Donald Trump y el vicepresidente J. D. Vance. A su vez retuiteo una crítica de Rocco Palmo contra la histeria colectiva entre los estadounidenses por la Crisis Migratoria en el país, oponiéndose a la violencia, furia y disgusto descontrolado contra los inmigrantes ilegales (haciendo énfasis a los reportes de ataques callejeros contra hispanos y latinos en California), además de los perjuicios ante niños ya nacidos en los EE. UU. que pasan miedo por la amenaza de deportación a sus padres y que se esconden por irregularidades en los documentos, a su vez que reconocía que «Nuestro sistema de inmigración ha estado roto durante mucho tiempo. Nuestros líderes podrían haberse unido y haber resuelto este problema en cualquier momento de los últimos 15 o 20 años». También reposteó en X una crítica a la reunión de Trump con el presidente de El Salvador, Nayib Bukele, quien ofreció detener a criminales de cualquier nacionalidad deportados de los Estados Unidos en cárceles salvadoreñas.

#### Cambio climático
Prevost ha abogado por una acción más contundente de la Iglesia contra el cambio climático, afirmando en un seminario celebrado en noviembre de 2024 que el «dominio sobre la naturaleza» no debería ser «tiránico».
Ya en el papado, para impulsar la conciencia ecológica global, el 3 de julio de 2025, aprobó la introducción de una nueva celebración litúrgica denominada la Misa por el cuidado de la Creación, siendo incluida oficialmente en el Misal Romano y utilizada por primera vez por el pontífice el 9 de julio siguiente.

#### Comunicación y redes sociales
En una entrevista de mayo de 2023, Prevost enfatizó la necesidad de prudencia y responsabilidad en el uso de las redes sociales para evitar «alimentar divisiones y controversias» y causar «daño a la comunión de la Iglesia». Esta opinión concuerda con su tendencia a hablar «con cautela y gran deliberación», con «férrea determinación y claridad».

## Vida personal
Es políglota, pues habla con fluidez inglés, español, italiano, francés, portugués, quechua, y lee en latín y alemán.
Juega regularmente a Wordle y Words with Friends con sus hermanos, con quienes consultó sobre su nombre papal en la víspera del cónclave. Es un tenista aficionado y ha dicho en entrevistas que disfruta de la lectura y la música. Es seguidor de los Chicago White Sox de las Grandes Ligas de Béisbol de Estados Unidos, asistiendo a un partido de local de los White Sox durante la Serie Mundial de 2005. Su apoyo a los deportes de Chicago también se extiende a los Chicago Bears de la National Football League; el vicepresidente de los Estados Unidos J. D. Vance le regaló una camiseta personalizada de los Bears tras su investidura papal, que León calificó de "buena elección". También ha mostrado su apoyo a los deportes de la Universidad Villanova, especialmente al equipo masculino de baloncesto de los Villanova Wildcats.
A lo largo de su vida, con frecuencia ha preferido conducir largas distancias en viajes en los que la mayoría de la gente prefiere volar, como de Filadelfia a Chicago, de Brisbane a Sídney y de Chiclayo a Lima. Según indican familiares suyos «cuando era adolescente, le encantaba conducir por placer». También reparaba automóviles él mismo como obispo en Chiclayo.
Durante dos años antes de convertirse en papa, con 68 y 69 años, iba dos o tres veces por semana al gimnasio durante una hora, con un plan de entrenamiento diseñado para hombres de entre 50 y 55 años, centrado en la postura y la salud cardiovascular. Su entrenador personal recordaba su resistencia y actitud «siempre positiva ante todo».

## Escudos de armas
Los emblemas papales de León XIV retoman los que había elegido cuando fue consagrado obispo: el lirio blanco, símbolo de la pureza mariana, y el libro cerrado (la Biblia) sobre el que descansa el corazón atravesado por una flecha que evoca la conversión de san Agustín, cuyo corazón fue traspasado por la palabra de Cristo y «el amor redentor de Cristo [cuyo corazón está] herido por la salvación del mundo». El capelo cardenalicio fue reemplazado por la mitra pontificia y no por la tiara papal, siguiendo el modelo de los dos anteriores papas. El escudo de armas ahora incluye las llaves de san Pedro «en referencia al poder de atar y desatar concedido por Cristo al apóstol y a sus sucesores».
El papa también mantiene su lema episcopal tomado de un comentario de san Agustín sobre el salmo 127.
| In Illo uno unum | El escudo papal está blasonado así: Tajado: 1.º, de azur, una flor de lis de plata; 2.º, de blanco, un corazón ardiente de gules atravesado por una flecha en barra de lo mismo, sostenido por un libro cerrado al natural. Al timbre trae una mitra pontificia de color plata con tres franjas de oro en faja, unidas por el centro por una franja en palo de lo mismo, con ínfulas ondeantes, forradas de gules y cruzadas e hiladas de oro. Acoladas, las llaves de san Pedro, adosadas y decusadas, en banda la de oro y en barra la de plata, y unidas por un cordón de gules. Lema: In Illo uno unum: «En Aquel [que es] uno, somos uno» |

|        |
| Obispo |

|           |
| Arzobispo |

|          |
| Cardenal |

## Publicaciones
Antes de ascender al papado como León XIV, Robert Prevost contribuyó en revistas y libros.
- El oficio y autoridad del prior local en la orden de San Agustín (Tesis). Pontificia Universidad de Santo Tomás de Aquino. 1987. OCLC 310749292.

Libros
- Probabilidad y explicación teísta. (en inglés). Oxford: Clarendon. 1990. 201 p. ISBN 0-19-826735-5.[219]
- Regla y constituciones de la orden de San Agustín. Pensilvania: Instituto Histórico Agustiniano, Universidad de Villanova. Año 2002.

Capítulos individuales
- Necesidad divina. (en inglés). En Craig, W. L., ed. (2001). Filosofía de la Religión: antología y guía. Edinburgh University Press, pp. 216-229. ISBN 978-0748614622.[220]
- San Agustín, una presentación. San Agustín (en francés). Van Bavel, Tarsicius J., ed. (2007).. Mercatorfonds. ISBN 978-90-6153-732-8.
- La cappella Caracciolo del Sole a San Giovanni a Carbonara (introducción). Delle Foglie, Anna (2011). Libro de Jaca. ISBN 978-88-16-41107-4.
- La ripresa dell'ordine: gli agostiniani tra 1850-1920: Congresso dell'Istituto storico Agostiniano (conclusión). Mariń de San Martiń, Luis, ed. (2012). Roma 15-19 ottobre 2012 (en italiano). Institutum historicum Augustinianum.

Artículos de revistas
- Swinburne, Mackie y el teorema de Bayes. (en inglés). International Journal for Philosophy of Religion, 17, 175–184. 1985. ISSN 0020-7047.[221]
- El oficio y autoridad del prior agustino local 4. El munus docendi. herencia agustiniana. 33: 187-200. 1987. ISSN 0888-2274.
- Mala praxis clerical tras el caso Oregon v. Smith. (en inglés).Journal of Church and State, 34 (2): 279-301. 1992. ISSN 0021-969X.[222]
- Grußwort des P. Generalpriors Robert Prevost. Augustiniana (en alemán). 56 (3/4): 199-200. 2006. ISSN 0004-8003.
- Homilía de la eucaristía de clausura: parroquia Santa Rita de Madrid, 26 noviembre 2006. Revista agustiniana. 48 (145): 189-194. 2007. ISSN 0211-612X.[223]

## En la cultura popular

### Documentales
- León de Perú (2025). Documental del periodista Salvatore Cernuzio, producido por el Dicasterio para la Comunicación del Vaticano y disponible en el canal de YouTube de Vatican News.[224][225]

## Distinciones

### Condecoraciones vaticanas
- Soberano Gran Maestre de la Suprema Orden de Cristo ( Santa Sede, 8 de mayo de 2025).
- Soberano Gran Maestre de la Orden de la Espuela de Oro ( Santa Sede, 8 de mayo de 2025).
- Soberano Gran Maestre de la Orden de Pío IX ( Santa Sede, 8 de mayo de 2025).
- Soberano Gran Maestre de la Pontificia Orden Ecuestre de San Gregorio Magno ( Santa Sede, 8 de mayo de 2025).
- Soberano Gran Maestre de la Orden Ecuestre de San Silvestre Papa y Mártir ( Santa Sede, 8 de mayo de 2025).

### Condecoraciones extranjeras
- Medalla de Oro de Santo Toribio de Mogrovejo (14 de marzo de 2023).[226][227]
- Gran Cruz de Honor y Devoción de la Soberana Orden de Malta (11 de febrero de 2025).[228]

## Ancestros
| \| \| \| \| \| \| \| \| \| \| \| \| \| \| \| \| \| \| \| \| Giuseppe Riggitano Milazzo, Italia \| \| \| \| \| \| \| \| \| \| \| \| \| \| \| \| \| \| \| \| \| \| \| \| \| \| \| \| \| \| \| \| \| \| \| \| \| \| \| \| \| \| \| \| \| \| \| \| \| \| \| \| \| \| Santi Riggita no Milazzo, Italia \| \| \| \| \| \| \| \| \| \| \| \| \| \| \| \| \| \| \| \| \| \| \| \| \| \| \| \| \| \| \| \| \| \| \| \| \| \| \| \| \| \| \| \| \| \| \| \| \| \| \| \| \| \| Concetta Buccafusca Milazzo, Italia \| \| \| \| \| \| \| \| \| \| \| \| \| \| \| \| \| \| \| \| \| \| \| \| \| \| \| \| \| \| \| \| \| \| \| \| \| \| \| \| \| \| \| \| \| \| \| \| \| \| \| \| \| \| Salvatore Giovanni Riggitano o John Riggitano Prevost Milazzo, Italia \| \| \| \| \| \| \| \| \| \| \| \| \| \| \| \| \| \| \| \| \| \| \| \| \| \| \| \| \| \| \| \| \| \| \| \| \| \| \| \| \| \| \| \| \| \| \| \| \| \| \| \| \| \| Francesco Alioto Milazzo, Italia \| \| \| \| \| \| \| \| \| \| \| \| \| \| \| \| \| \| \| \| \| \| \| \| \| \| \| \| \| \| \| \| \| \| \| \| \| \| \| \| \| \| \| \| \| \| \| \| \| \| \| \| \| \| Maria Alioto Milazzo, Italia \| \| \| \| \| \| \| \| \| \| \| \| \| \| \| \| \| \| \| \| \| \| \| \| \| \| \| \| \| \| \| \| \| \| \| \| \| \| \| \| \| \| \| \| \| \| \| \| \| \| \| \| \| \| Vittoria Trusiano Milazzo, Italia \| \| \| \| \| \| \| \| \| \| \| \| \| \| \| \| \| \| \| \| \| \| \| \| \| \| \| \| \| \| \| \| \| \| \| \| \| \| \| \| \| \| \| \| \| \| \| \| \| \| \| \| \| \| Louis Lanti Marius Prevost Chicago, EE.UU \| \| \| \| \| \| \| \| \| \| \| \| \| \| \| \| \| \| \| \| \| \| \| \| \| \| \| \| \| \| \| \| \| \| \| \| \| \| \| \| \| \| \| \| \| \| \| \| \| \| \| \| \| \| Pierre Gustave Fontaine Laize-la-Ville, Francia \| \| \| \| \| \| \| \| \| \| \| \| \| \| \| \| \| \| \| \| \| \| \| \| \| \| \| \| \| \| \| \| \| \| \| \| \| \| \| \| \| \| \| \| \| \| \| \| \| \| \| \| \| \| Ernest Auguste Fontaine Calvados, Francia \| \| \| \| \| \| \| \| \| \| \| \| \| \| \| \| \| \| \| \| \| \| \| \| \| \| \| \| \| \| \| \| \| \| \| \| \| \| \| \| \| \| \| \| \| \| \| \| \| \| \| \| \| \| Louise Adrienne Aubin Calvados, Francia \| \| \| \| \| \| \| \| \| \| \| \| \| \| \| \| \| \| \| \| \| \| \| \| \| \| \| \| \| \| \| \| \| \| \| \| \| \| \| \| \| \| \| \| \| \| \| \| \| \| \| \| \| \| Suzanne Louise Marie Fontaine Le Havre, Francia \| \| \| \| \| \| \| \| \| \| \| \| \| \| \| \| \| \| \| \| \| \| \| \| \| \| \| \| \| \| \| \| \| \| \| \| \| \| \| \| \| \| \| \| \| \| \| \| \| \| \| \| \| \| Romain Pascal Prévost Vittefleur, Francia \| \| \| \| \| \| \| \| \| \| \| \| \| \| \| \| \| \| \| \| \| \| \| \| \| \| \| \| \| \| \| \| \| \| \| \| \| \| \| \| \| \| \| \| \| \| \| \| \| \| \| \| \| \| Jeanne Eugénie Prévost Palais-Bourbon, Francia \| \| \| \| \| \| \| \| \| \| \| \| \| \| \| \| \| \| \| \| \| \| \| \| \| \| \| \| \| \| \| \| \| \| \| \| \| \| \| \| \| \| \| \| \| \| \| \| \| \| \| \| \| \| Jeanne Chauvin Gargilesse, Francia \| \| \| \| \| \| \| \| \| \| \| \| \| \| \| \| \| \| \| \| \| \| \| \| \| \| \| \| \| \| \| \| \| \| \| \| \| \| \| \| \| \| \| \| \| \| \| \| \| \| \| \| \| \| Robert Francis Prevost León XIV \| \| \| \| \| \| \| \| \| \| \| \| \| \| \| \| \| \| \| \| \| \| \| \| \| \| \| \| \| \| \| \| \| \| \| \| \| \| \| \| \| \| \| \| \| \| \| \| \| \| \| \| \| \| James Martinez La Habana, Cuba \| \| \| \| \| \| \| \| \| \| \| \| \| \| \| \| \| \| \| \| \| \| \| \| \| \| \| \| \| \| \| \| \| \| \| \| \| \| \| \| \| \| \| \| \| \| \| \| \| \| \| \| \| \| Jacques Manuel Theodore Martinez Nueva Orleans, EE.UU \| \| \| \| \| \| \| \| \| \| \| \| \| \| \| \| \| \| \| \| \| \| \| \| \| \| \| \| \| \| \| \| \| \| \| \| \| \| \| \| \| \| \| \| \| \| \| \| \| \| \| \| \| \| Marguerite Cadenett Nueva Orleans, EE.UU \| \| \| \| \| \| \| \| \| \| \| \| \| \| \| \| \| \| \| \| \| \| \| \| \| \| \| \| \| \| \| \| \| \| \| \| \| \| \| \| \| \| \| \| \| \| \| \| \| \| \| \| \| \| Joseph Norval Martínez Puerto Príncipe, Haití \| \| \| \| \| \| \| \| \| \| \| \| \| \| \| \| \| \| \| \| \| \| \| \| \| \| \| \| \| \| \| \| \| \| \| \| \| \| \| \| \| \| \| \| \| \| \| \| \| \| \| \| \| \| George Pantaleon Ramos Nueva Orleans, EE.UU \| \| \| \| \| \| \| \| \| \| \| \| \| \| \| \| \| \| \| \| \| \| \| \| \| \| \| \| \| \| \| \| \| \| \| \| \| \| \| \| \| \| \| \| \| \| \| \| \| \| \| \| \| \| Marie Rosa Ramos Nueva Orleans, EE.UU \| \| \| \| \| \| \| \| \| \| \| \| \| \| \| \| \| \| \| \| \| \| \| \| \| \| \| \| \| \| \| \| \| \| \| \| \| \| \| \| \| \| \| \| \| \| \| \| \| \| \| \| \| \| Julienne Jacquet Montreuil Nueva Orleans, EE.UU \| \| \| \| \| \| \| \| \| \| \| \| \| \| \| \| \| \| \| \| \| \| \| \| \| \| \| \| \| \| \| \| \| \| \| \| \| \| \| \| \| \| \| \| \| \| \| \| \| \| \| \| \| \| Mildred Agnes Martínez Chicago, EE.UU \| \| \| \| \| \| \| \| \| \| \| \| \| \| \| \| \| \| \| \| \| \| \| \| \| \| \| \| \| \| \| \| \| \| \| \| \| \| \| \| \| \| \| \| \| \| \| \| \| \| \| \| \| \| Joseph Aristide Baquié Pointe-à-Pitre, Guadalupe, Francia \| \| \| \| \| \| \| \| \| \| \| \| \| \| \| \| \| \| \| \| \| \| \| \| \| \| \| \| \| \| \| \| \| \| \| \| \| \| \| \| \| \| \| \| \| \| \| \| \| \| \| \| \| \| Ferdinand David Baquié Nueva Orleans, EE.UU \| \| \| \| \| \| \| \| \| \| \| \| \| \| \| \| \| \| \| \| \| \| \| \| \| \| \| \| \| \| \| \| \| \| \| \| \| \| \| \| \| \| \| \| \| \| \| \| \| \| \| \| \| \| Céleste Lemelle Nueva Orleans, EE.UU \| \| \| \| \| \| \| \| \| \| \| \| \| \| \| \| \| \| \| \| \| \| \| \| \| \| \| \| \| \| \| \| \| \| \| \| \| \| \| \| \| \| \| \| \| \| \| \| \| \| \| \| \| \| Louise Baquié Nueva Orleans, EE.UU \| \| \| \| \| \| \| \| \| \| \| \| \| \| \| \| \| \| \| \| \| \| \| \| \| \| \| \| \| \| \| \| \| \| \| \| \| \| \| \| \| \| \| \| \| \| \| \| \| \| \| \| \| \| Eugène Grambois Nueva Orleans, EE.UU \| \| \| \| \| \| \| \| \| \| \| \| \| \| \| \| \| \| \| \| \| \| \| \| \| \| \| \| \| \| \| \| \| \| \| \| \| \| \| \| \| \| \| \| \| \| \| \| \| \| \| \| \| \| Eugenie Grambois Nueva Orleans, EE.UU \| \| \| \| \| \| \| \| \| \| \| \| \| \| \| \| \| \| \| \| \| \| \| \| \| \| \| \| \| \| \| \| \| \| \| \| \| \| \| \| \| \| \| \| \| \| \| \| \| \| \| \| \| \| Odile Coppel Nueva Orleans, EE.UU \| \| \| \| \| \| \| \| \| \| \| \| \| \| \| \| \| \| \| \| \| \| \| \| \| \| \| \| \| \| \| \| \| \| \| \| \| \| \| \| \| \| \| \| \| \| \| \| \| \| \| \| Fuente:El Español.com, El Diario.es, Iglesia de Jesucristo de los Santos de los Últimos Días: Base de datos FamilySearch.com |                                                                       |  |  |  |  |  |  |  |  |  |  |  |  |  |  |  |
| |                                                                       |  |  |  |  |  |  |  |  |  |  |  |  |  |  |  |
| | Giuseppe Riggitano Milazzo, Italia                                    |  |  |  |  |  |  |  |  |  |  |  |  |  |  |  |
| |                                                                       |  |  |  |  |  |  |  |  |  |  |  |  |  |  |  |
| |                                                                       |  |  |  |  |  |  |  |  |  |  |  |  |  |  |  |
| | Santi Riggita no Milazzo, Italia                                      |  |  |  |  |  |  |  |  |  |  |  |  |  |  |  |
| |                                                                       |  |  |  |  |  |  |  |  |  |  |  |  |  |  |  |
| |                                                                       |  |  |  |  |  |  |  |  |  |  |  |  |  |  |  |
| | Concetta Buccafusca Milazzo, Italia                                   |  |  |  |  |  |  |  |  |  |  |  |  |  |  |  |
| |                                                                       |  |  |  |  |  |  |  |  |  |  |  |  |  |  |  |
| |                                                                       |  |  |  |  |  |  |  |  |  |  |  |  |  |  |  |
| | Salvatore Giovanni Riggitano o John Riggitano Prevost Milazzo, Italia |  |  |  |  |  |  |  |  |  |  |  |  |  |  |  |
| |                                                                       |  |  |  |  |  |  |  |  |  |  |  |  |  |  |  |
| |                                                                       |  |  |  |  |  |  |  |  |  |  |  |  |  |  |  |
| | Francesco Alioto Milazzo, Italia                                      |  |  |  |  |  |  |  |  |  |  |  |  |  |  |  |
| |                                                                       |  |  |  |  |  |  |  |  |  |  |  |  |  |  |  |
| |                                                                       |  |  |  |  |  |  |  |  |  |  |  |  |  |  |  |
| | Maria Alioto Milazzo, Italia                                          |  |  |  |  |  |  |  |  |  |  |  |  |  |  |  |
| |                                                                       |  |  |  |  |  |  |  |  |  |  |  |  |  |  |  |
| |                                                                       |  |  |  |  |  |  |  |  |  |  |  |  |  |  |  |
| | Vittoria Trusiano Milazzo, Italia                                     |  |  |  |  |  |  |  |  |  |  |  |  |  |  |  |
| |                                                                       |  |  |  |  |  |  |  |  |  |  |  |  |  |  |  |
| |                                                                       |  |  |  |  |  |  |  |  |  |  |  |  |  |  |  |
| | Louis Lanti Marius Prevost Chicago, EE.UU                             |  |  |  |  |  |  |  |  |  |  |  |  |  |  |  |
| |                                                                       |  |  |  |  |  |  |  |  |  |  |  |  |  |  |  |
| |                                                                       |  |  |  |  |  |  |  |  |  |  |  |  |  |  |  |
| | Pierre Gustave Fontaine Laize-la-Ville, Francia                       |  |  |  |  |  |  |  |  |  |  |  |  |  |  |  |
| |                                                                       |  |  |  |  |  |  |  |  |  |  |  |  |  |  |  |
| |                                                                       |  |  |  |  |  |  |  |  |  |  |  |  |  |  |  |
| | Ernest Auguste Fontaine Calvados, Francia                             |  |  |  |  |  |  |  |  |  |  |  |  |  |  |  |
| |                                                                       |  |  |  |  |  |  |  |  |  |  |  |  |  |  |  |
| |                                                                       |  |  |  |  |  |  |  |  |  |  |  |  |  |  |  |
| | Louise Adrienne Aubin Calvados, Francia                               |  |  |  |  |  |  |  |  |  |  |  |  |  |  |  |
| |                                                                       |  |  |  |  |  |  |  |  |  |  |  |  |  |  |  |
| |                                                                       |  |  |  |  |  |  |  |  |  |  |  |  |  |  |  |
| | Suzanne Louise Marie Fontaine Le Havre, Francia                       |  |  |  |  |  |  |  |  |  |  |  |  |  |  |  |
| |                                                                       |  |  |  |  |  |  |  |  |  |  |  |  |  |  |  |
| |                                                                       |  |  |  |  |  |  |  |  |  |  |  |  |  |  |  |
| | Romain Pascal Prévost Vittefleur, Francia                             |  |  |  |  |  |  |  |  |  |  |  |  |  |  |  |
| |                                                                       |  |  |  |  |  |  |  |  |  |  |  |  |  |  |  |
| |                                                                       |  |  |  |  |  |  |  |  |  |  |  |  |  |  |  |
| | Jeanne Eugénie Prévost Palais-Bourbon, Francia                        |  |  |  |  |  |  |  |  |  |  |  |  |  |  |  |
| |                                                                       |  |  |  |  |  |  |  |  |  |  |  |  |  |  |  |
| |                                                                       |  |  |  |  |  |  |  |  |  |  |  |  |  |  |  |
| | Jeanne Chauvin Gargilesse, Francia                                    |  |  |  |  |  |  |  |  |  |  |  |  |  |  |  |
| |                                                                       |  |  |  |  |  |  |  |  |  |  |  |  |  |  |  |
| |                                                                       |  |  |  |  |  |  |  |  |  |  |  |  |  |  |  |
| | Robert Francis Prevost León XIV                                       |  |  |  |  |  |  |  |  |  |  |  |  |  |  |  |
| |                                                                       |  |  |  |  |  |  |  |  |  |  |  |  |  |  |  |
| |                                                                       |  |  |  |  |  |  |  |  |  |  |  |  |  |  |  |
| | James Martinez La Habana, Cuba                                        |  |  |  |  |  |  |  |  |  |  |  |  |  |  |  |
| |                                                                       |  |  |  |  |  |  |  |  |  |  |  |  |  |  |  |
| |                                                                       |  |  |  |  |  |  |  |  |  |  |  |  |  |  |  |
| | Jacques Manuel Theodore Martinez Nueva Orleans, EE.UU                 |  |  |  |  |  |  |  |  |  |  |  |  |  |  |  |
| |                                                                       |  |  |  |  |  |  |  |  |  |  |  |  |  |  |  |
| |                                                                       |  |  |  |  |  |  |  |  |  |  |  |  |  |  |  |
| | Marguerite Cadenett Nueva Orleans, EE.UU                              |  |  |  |  |  |  |  |  |  |  |  |  |  |  |  |
| |                                                                       |  |  |  |  |  |  |  |  |  |  |  |  |  |  |  |
| |                                                                       |  |  |  |  |  |  |  |  |  |  |  |  |  |  |  |
| | Joseph Norval Martínez Puerto Príncipe, Haití                         |  |  |  |  |  |  |  |  |  |  |  |  |  |  |  |
| |                                                                       |  |  |  |  |  |  |  |  |  |  |  |  |  |  |  |
| |                                                                       |  |  |  |  |  |  |  |  |  |  |  |  |  |  |  |
| | George Pantaleon Ramos Nueva Orleans, EE.UU                           |  |  |  |  |  |  |  |  |  |  |  |  |  |  |  |
| |                                                                       |  |  |  |  |  |  |  |  |  |  |  |  |  |  |  |
| |                                                                       |  |  |  |  |  |  |  |  |  |  |  |  |  |  |  |
| | Marie Rosa Ramos Nueva Orleans, EE.UU                                 |  |  |  |  |  |  |  |  |  |  |  |  |  |  |  |
| |                                                                       |  |  |  |  |  |  |  |  |  |  |  |  |  |  |  |
| |                                                                       |  |  |  |  |  |  |  |  |  |  |  |  |  |  |  |
| | Julienne Jacquet Montreuil Nueva Orleans, EE.UU                       |  |  |  |  |  |  |  |  |  |  |  |  |  |  |  |
| |                                                                       |  |  |  |  |  |  |  |  |  |  |  |  |  |  |  |
| |                                                                       |  |  |  |  |  |  |  |  |  |  |  |  |  |  |  |
| | Mildred Agnes Martínez Chicago, EE.UU                                 |  |  |  |  |  |  |  |  |  |  |  |  |  |  |  |
| |                                                                       |  |  |  |  |  |  |  |  |  |  |  |  |  |  |  |
| |                                                                       |  |  |  |  |  |  |  |  |  |  |  |  |  |  |  |
| | Joseph Aristide Baquié Pointe-à-Pitre, Guadalupe, Francia             |  |  |  |  |  |  |  |  |  |  |  |  |  |  |  |
| |                                                                       |  |  |  |  |  |  |  |  |  |  |  |  |  |  |  |
| |                                                                       |  |  |  |  |  |  |  |  |  |  |  |  |  |  |  |
| | Ferdinand David Baquié Nueva Orleans, EE.UU                           |  |  |  |  |  |  |  |  |  |  |  |  |  |  |  |
| |                                                                       |  |  |  |  |  |  |  |  |  |  |  |  |  |  |  |
| |                                                                       |  |  |  |  |  |  |  |  |  |  |  |  |  |  |  |
| | Céleste Lemelle Nueva Orleans, EE.UU                                  |  |  |  |  |  |  |  |  |  |  |  |  |  |  |  |
| |                                                                       |  |  |  |  |  |  |  |  |  |  |  |  |  |  |  |
| |                                                                       |  |  |  |  |  |  |  |  |  |  |  |  |  |  |  |
| | Louise Baquié Nueva Orleans, EE.UU                                    |  |  |  |  |  |  |  |  |  |  |  |  |  |  |  |
| |                                                                       |  |  |  |  |  |  |  |  |  |  |  |  |  |  |  |
| |                                                                       |  |  |  |  |  |  |  |  |  |  |  |  |  |  |  |
| | Eugène Grambois Nueva Orleans, EE.UU                                  |  |  |  |  |  |  |  |  |  |  |  |  |  |  |  |
| |                                                                       |  |  |  |  |  |  |  |  |  |  |  |  |  |  |  |
| |                                                                       |  |  |  |  |  |  |  |  |  |  |  |  |  |  |  |
| | Eugenie Grambois Nueva Orleans, EE.UU                                 |  |  |  |  |  |  |  |  |  |  |  |  |  |  |  |
| |                                                                       |  |  |  |  |  |  |  |  |  |  |  |  |  |  |  |
| |                                                                       |  |  |  |  |  |  |  |  |  |  |  |  |  |  |  |
| | Odile Coppel Nueva Orleans, EE.UU                                     |  |  |  |  |  |  |  |  |  |  |  |  |  |  |  |
| |                                                                       |  |  |  |  |  |  |  |  |  |  |  |  |  |  |  |
| |                                                                       |  |  |  |  |  |  |  |  |  |  |  |  |  |  |  |